# Tondo (Philippinen)

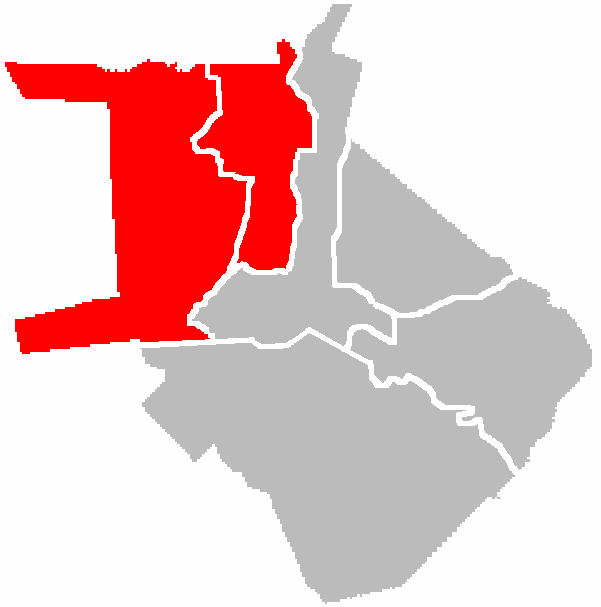
Karte von Manila mit dem Distriktgebiet von Tondo

Tondo (traditionelles Chinesisch 東都, pinyin: dōngdū, POJ: Tong-To), zu Deutsch östliche Hauptstadt, war einst die Hauptstadt des Königreichs Lüsongguo (traditionelles Chinesisch: 呂宋國; pinyin: Lǚsòngguó). Nach diesem Reich wurde während der spanischen Kolonialzeit die Insel Luzon benannt. Tondo war auch der Wohnsitz und die Heimat des Geschlechts der Lakandula, der Königsfamilie Lusongguos. Heutzutage ist die einstige Stadt ein Distrikt der philippinischen Hauptstadt Manila und gehört zu den am dichtesten bewohnten Gebieten der Welt.
Tondo befindet sich im nordwestlichen Teil Manilas und ist hauptsächlich in Wohn- und Industriegebiete unterteilt. Der Distrikt ist zugleich das ärmste und unterentwickeltste Gebiet der philippinischen Republik. Auch zu erwähnen sei, dass dort der Geburtsort des Begründers der Katipunan, Andrés Bonifacio, zu finden ist.

## Geschichte
Die Stadt Tondo ist mindestens 1.100 Jahre alt. Gemäß der Laguna-Kupferplatteninschrift, besser als Laguna Copperplate Inscription, oder LCI, bekannt, existierte die Stadt bereits 900 n. Chr. Die Platte wurde auf Kawi verfasst und befindet sich derzeit im Nationalmuseum der Philippinen. Das Dokument besagt, dass zu dieser Zeit die Region von Senapati Jayadeva (Senapati = Admiral in Sanskrit) regiert wurde.
Eines der wichtigsten Ereignisse der Stadt war die 1279 n. Chr. stattfindende Völkerwanderung aus China. Großgeneral Zhang Shijie (張世傑) führte die chinesischen Flüchtlinge vom Festland auf das heutige Luzon. Dort gründeten sie das Luzon-Reich, auch bekannt als Niederes oder Kleines Song-Reich (呂宋國) und machten Tondo (東都) zu seiner Hauptstadt. Der Grund des Exodus war die Niederlage der Chinesen gegen die Mongolen während der Seeschlacht von Yamen am 19. März 1279 in der heutigen Provinz Guangdong. Im neu gegründeten Reich wurde aus der Thalassokratie Tondo eine mächtige Handelsstadt. Tondo war ein bedeutendes Handelszentrum für das gesamte Südostasien. Die einheimischen philippinischen Kaufleute nutzten den Bootstyp des Balangay auf ihren Handelsrouten, mit dem sie Malakka, Borneo, Ternate und Myanmar erreichen konnten. Ein anderer Schiffstyp war die Dschunke, von der eines vor der Insel Busuanga entdeckt wurde und als Lena Shoal Dschunke bezeichnet wurde. Es wird heute angenommen, dass Tondo ein bedeutendes Zentrum für den Dschunkenhandel des Mittelalters und ein Drehkreuz für den Handel mit China darstellte.
1500 führte das Sultanat Brunei einen Krieg gegen Lusonguo an, um von den privilegierten Handelsbeziehungen des Reiches zur Ming-Dynastie zu profitieren. Da der Sultan den Krieg gewann, gründete er die Stadt Maynilad, das heutige Manila, am gegenüberliegenden Ufer des Pasig. Obwohl der damalige Herrscher Tondos sein Amt beibehielt, schwächte Brunei das Reich, indem er parallel zum amtierenden Königshaus der Lakandula einen neuen Regenten der Familie einsetzte. Das Reich wurde durch die Niederlage im Krieg und die Demütigung Bruneis innenpolitisch zermürbt und zwiegespalten. Den endgültigen Niedergang erfuhr Lusongguo 1571. Tondo wurde zu einem Teil der spanischen Provinz Pampanga.
Eine 1583 von Miguel de Loarca geleitete Volkszählung belegt, dass die Bevölkerung Tondos, anders als heute, hauptsächlich Kapampangan sprach. José Villa Panganiban, Kommissar des Institute of National Language, erläuterte Jahrhunderte später, dass die Sprachgrenze zwischen Tagalog und Kapampangan womöglich einst der Pasig darstellte.
Im Laufe der späteren Kolonialzeit wurde Tondo zu einer eigenen Provinz erklärt.
1892 wurde in Tondo die Liga Filipina gegründet. Da Tondo im Herzen des Verbreitungsgebiets der Katipunan lag, ist es verständlich, dass seine Bevölkerung zu den ersten Regionen gehörte, die sich 1896 gegen die spanische Kolonialmacht erhob (→ Philippinische Revolution).
Im Jahr 1911 wurde die Provinz Tondo seitens der amerikanischen Besatzungsmacht aufgelöst und den Provinzen Rizal und Bulacan zugeordnet. Mittlerweile ist Tondo einer von Manilas Distrikten und zugleich das ärmste Stadtviertel der Hauptstadt.

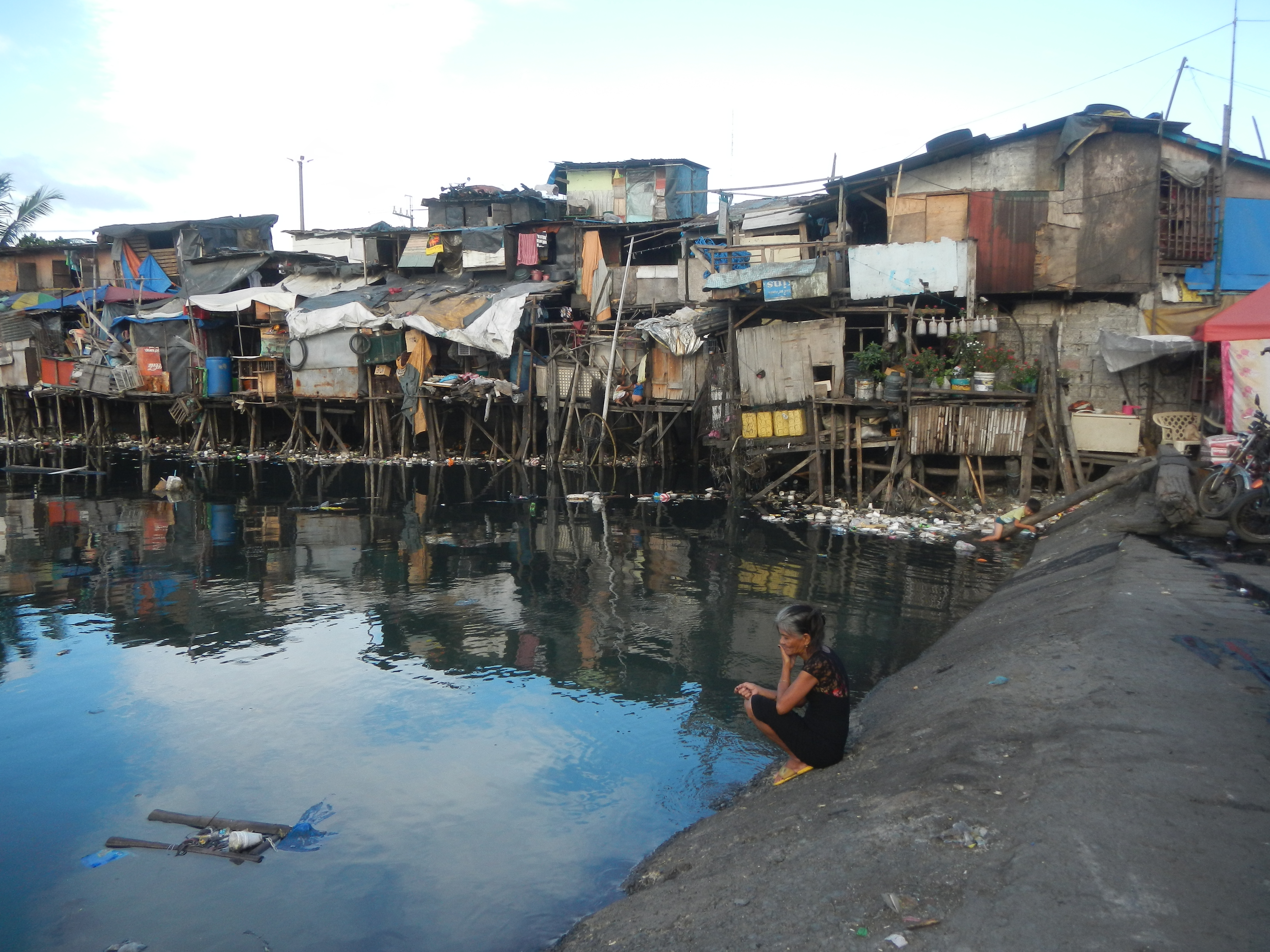
Slum in Tondo

Zu Beginn des 21. Jahrhunderts wurde hier der Nordhafen Manilas mit Hilfe von Aufschüttungen angelegt; riesige Müllberge wurden dabei zum Teil abgetragen.
Im Februar 2017 zerstörte ein Großbrand im Parola-Viertel von Tondo über 1.000 Häuser, wodurch 15.000 Menschen obdachlos wurden.

## Töchter und Söhne der Stadt
- Regine Velasquez (* 1970), Sängerin und Schauspielerin
- Jose Rapadas (* 1972), römisch-katholischer Geistlicher, Bischof von Iligan
- Coryn Labecki (* 1992), US-amerikanische Radrennfahrerin